# Hochkelberg mit Mosbrucher Weiher
Das Naturschutzgebiet Hochkelberg mit Mosbrucher Weiher liegt im Landkreis Vulkaneifel in Rheinland-Pfalz auf dem Gebiet der Ortsgemeinden Kelberg, Kolverath, Sassen und Mosbruch nordöstlich und östlich des Kernortes Mosbruch. Am südwestlichen Rand des Gebietes verläuft die Landesstraße L 96, am südöstlichen Rand die Kreisstraße K 89 und westlich die L 101.

## Bedeutung
Das rund 185 ha große Gebiet wurde im Jahr 1980 unter der Kennung 7233-050 unter Naturschutz gestellt. Es umfasst den 674,9 Meter hohen Hochkelberg als markanten und typischen Schichtvulkan und das Mosbrucher Maar sowie den Mosbrucher Weiher, ein verlandetes Maar.